# Pilgrim of Brixham
Pilgrim of Brixham est un ancien chalutier à voiles, de type Brixham trawler,
Son immatriculation de voile est : BM 45, son 2e numéro d'enregistrement datant de 1900.
Il est classé bateau historique depuis 2000 par le National Historic Ships UK  et inscrit au registre du National Historic Fleet.

## Histoire
Ce chalutier à voiles a été réalisé par JW Upham de Brixham en 1895. Il est construit en planches d'orme sur cadre de chêne. Enregistré à Dartmouth avec le numéro DH 394 il est revenu à Brixham avec le numéro BM 45 en 1900 et il a reçu un moteur de 35 cv. En 1912 il est vendu en Suède et continue la pêche jusqu'en 1919. Revendu de nouveau, il est transformé en cargo motorisé et connaître plusieurs propriétaires. Durant la Seconde Guerre mondiale il est d'abord réquisitionné par les Allemands. Puis il a servi au transport d'armes à la Norvège.
En 1961, il est vendu et reconstruit en voilier privé, avec deux mâts et des cabines passagers. En 1983, en mauvais état, il coule dans le port de Helsingborg après une avarie durant une course de voiliers. Réaménagé, il navigue quelques années pour des propriétaires allemands puis danois.
Très détérioré, il est racheté en 1999 pour revenir à Brixham. Il est remis en état de chalutier à voiles par l'association Pilgrim Conservation Company. Il navigue de nouveau proche de Torbay, comme navire-musée flottant.
En 2004, une reconstruction complète est décidée après une enquête pour la préservation de patrimoine maritime. Ces travaux sont réalisés en 2010-11 à Dartmouth au chantier naval Butler & Co's Old Mill Boatyard. Il reçoit aussi deux moteurs diesel Daewoo.
Le navire est relancé le 30 août 2011. Il reçoit un nouveau gréement en 2013.
Il était présent à Temps fête Douarnenez 2018